# 黑脸噪鹛
黑臉噪鶥（学名：Pterorhinus perspicillatus），畫眉科噪鶥屬的一种，属林栖性鸟类。体长约28厘米，头的两侧、眼睛的周围有黑斑，额也呈黑色。背部与翅膀呈灰褐色，胸腹部呈浅棕色，喙呈暗褐色，脚黄褐色。可用于防治松毛虫等森林害虫。

## 习性
性隐蔽，经常数只结群在林中飞行。叫声高昂响亮。
一年繁殖一次。每窝产卵三至五枚，孵壳期十七八天，哺雏期二十天左右。
巢搭成杯狀，甚不整齊，置於濃密的下層林叢或短樹。

## 分布地域与栖息地
香港、澳门、老挝、中国大陆和越南。
主要栖息在平原和低山丘陵地带灌丛、竹林以及人类聚落附近的人工林、疏林、灌木丛中。偏好有枯枝落叶的稀疏包含阔叶树的林。

## 特征
黑脸噪鹛的平均体重约为118.0克，灰褐色，额及眼罩黑色；上体暗褐；外侧尾羽端宽，深褐；下体偏灰渐次为腹部近白，尾下覆羽黄褐。虹膜褐色；喙近黑色，嘴端较淡；脚红褐色；叫声－刺耳的"piew piew piew"聲。

## 食物
杂食，繁殖季节主要食物是昆虫，非繁殖季节主要食用果实。